# NordStar
Easy to Fly

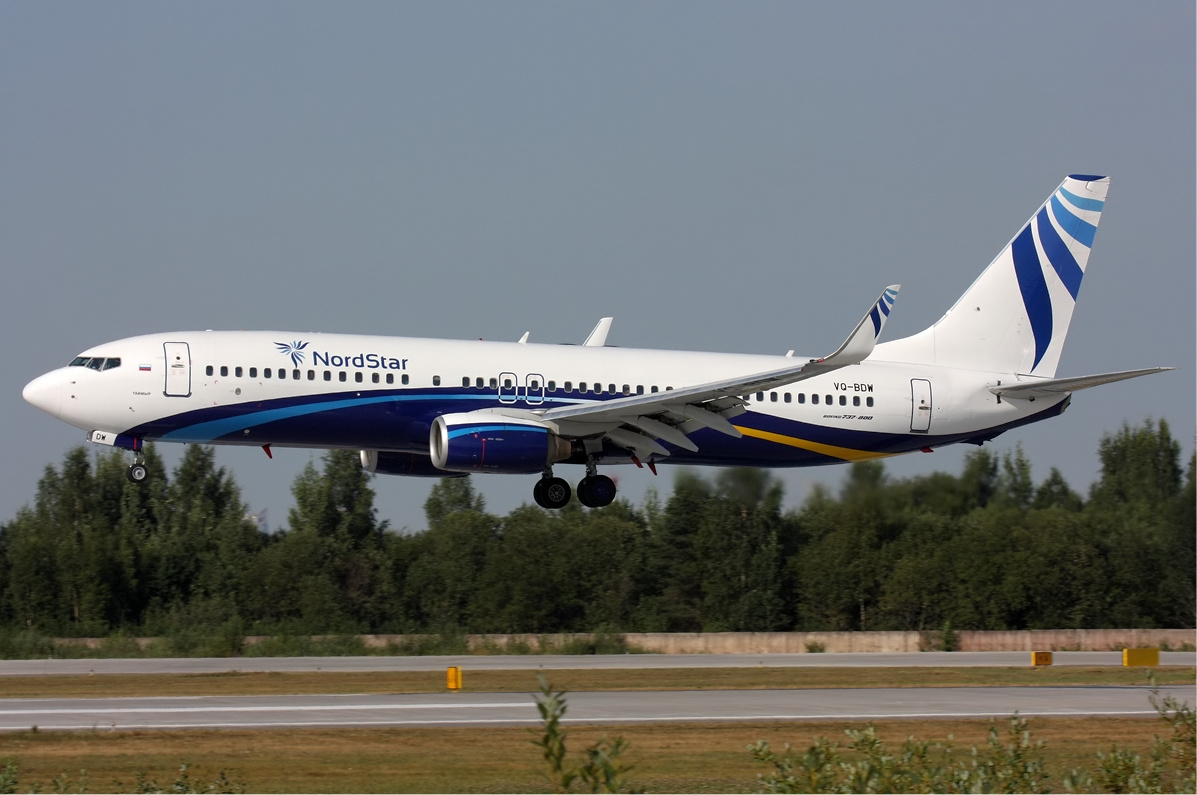
Boeing 737-800 arborant l'ancienne livrée de NordStar atterrissant à St Pétersbourg

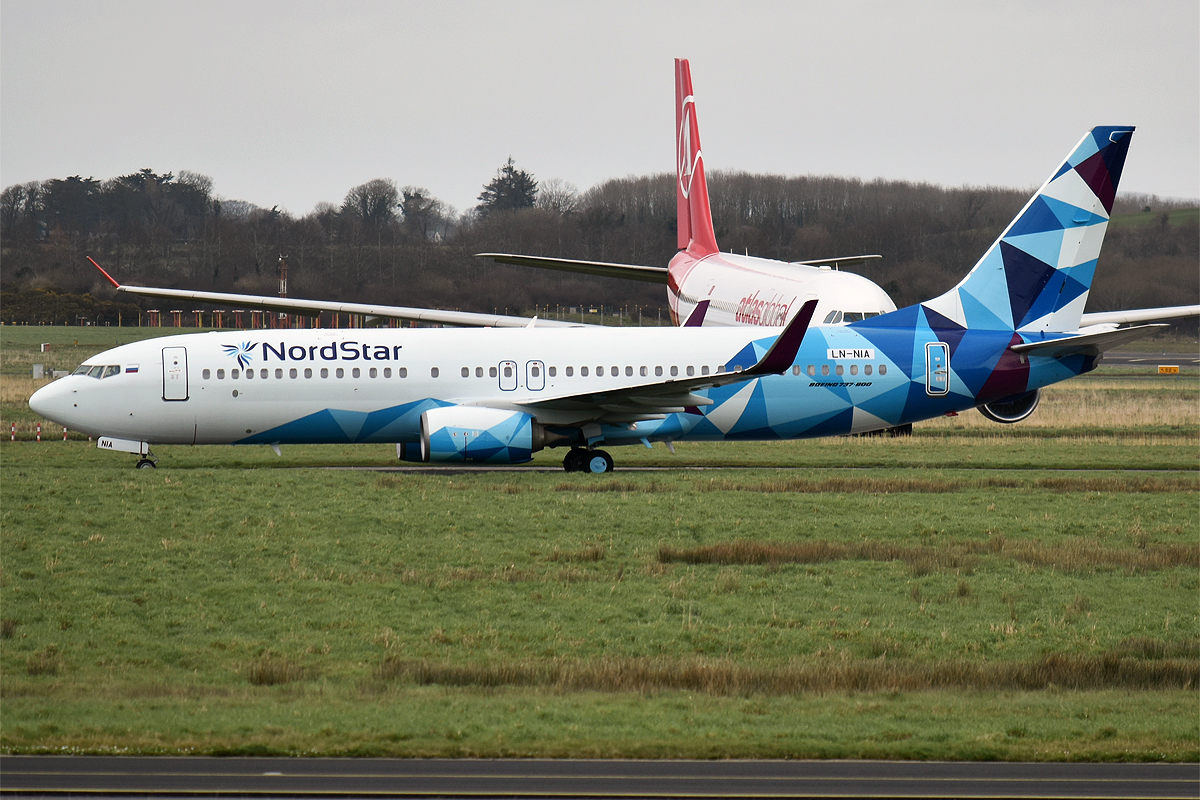
Un Boeing 737-800 de NordStar Airlines avec la livrée actuelle

OJSC Taimyr Air Company (russe : ОАО «Авиакомпания «Таймыр»), opérant sous le nom NordStar, est une compagnie aérienne russe basée à Norilsk. Elle est basée à l'aéroport Alykel.
La compagnie figure depuis 2022 sur la liste des compagnies aériennes interdites d'exploitation dans l'Union européenne.

## Histoire
NordStar est fondée par Norilsk Nickel et démarre son activité le 17 décembre 2008. Elle remplace KrasAir en tant que plus importante compagnie aérienne du Kraï de Krasnoïarsk.
NordStar effectue son premier vol le 17 juin 2009 de l'aéroport de Norilsk à Moscou-Domodedovo et Krasnoïarsk.
Le 1er décembre 2011, Norilsk Nickel, la maison mère de Taimyr Airlines, annonce sa fusion avec Nordavia. À la suite de la fusion avec Nordavia, Taimyr Air Company acquiert sa flotte qui comprend alors des Antonov An-24, Boeing 737–300, Boeing 737–500 et la commande d'un ATR 42.

## Destinations

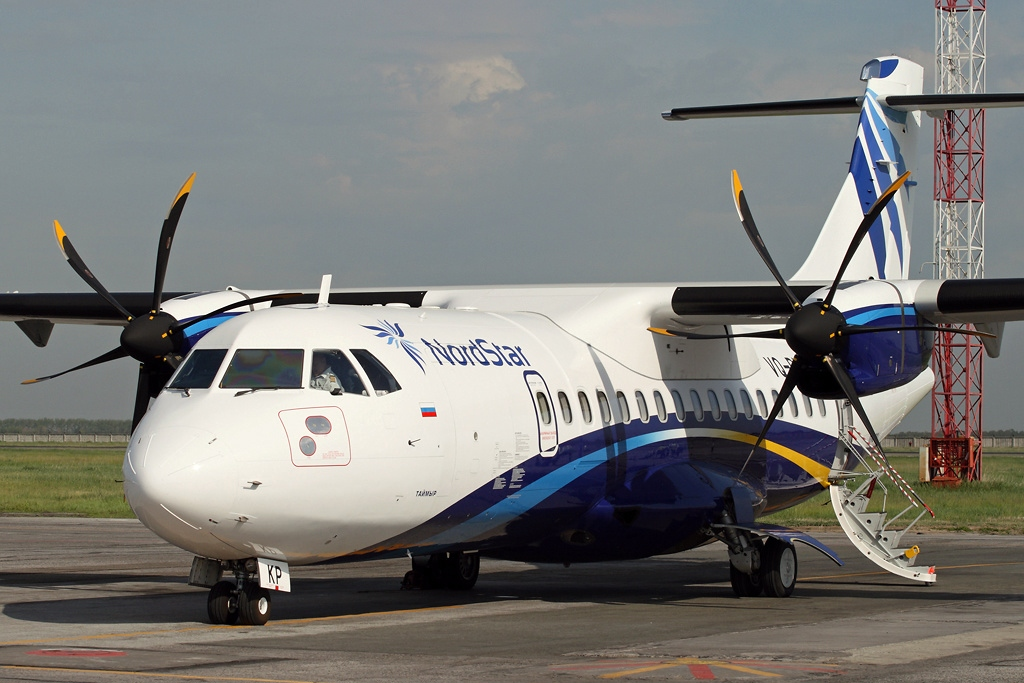
Un ATR 42 de NordStar à Krasnoïarsk.

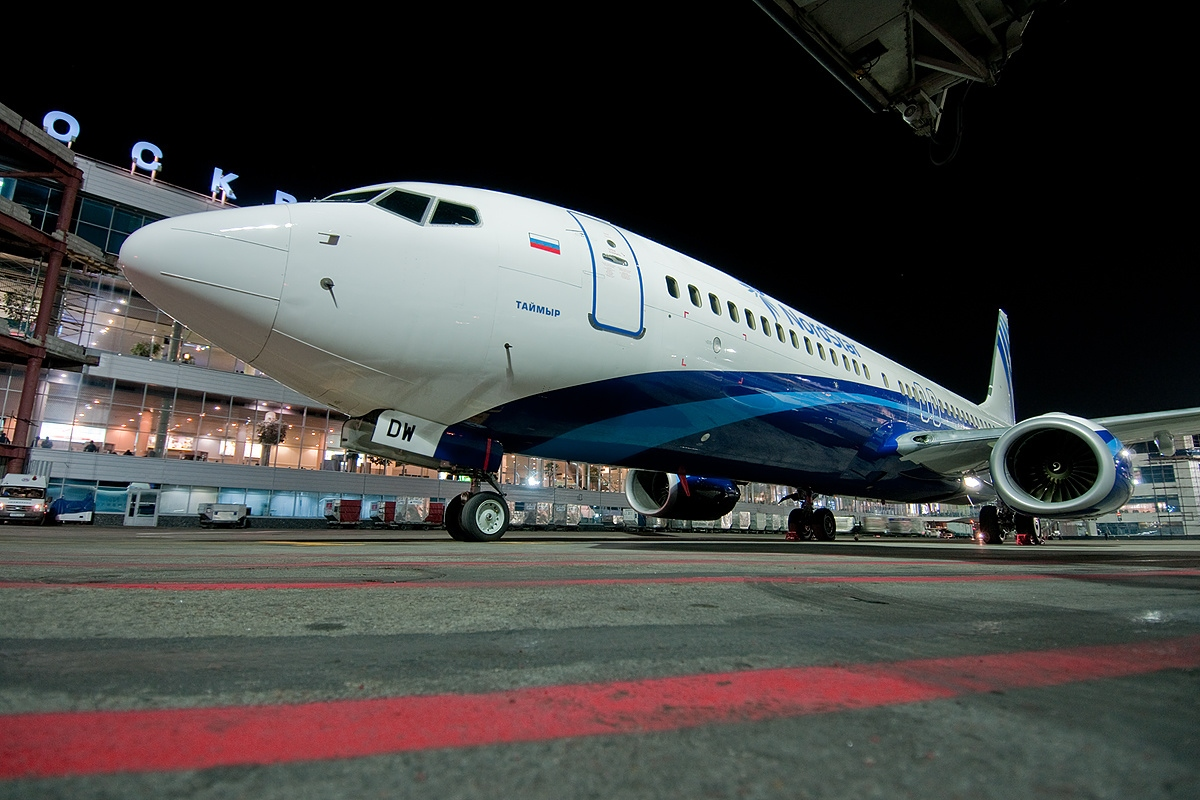
Un Boeing 737-800 de NordStar à l'aéroport de Moscou-Domodedovo.

En décembre 2012, NordStar proposait les destinations suivantes :
| [Hub] | Hub                |
| *     | En prévision       |
| ^     | Saisonnier         |
| [F]   | Terminated airport |

| Ville                             | Pays         | AITA    | OACI | Aéroport                                    | Ref   |
| --------------------------------- | ------------ | ------- | ---- | ------------------------------------------- | ----- |
| Abakan                            | Russie       | ABA     | UNAA | Aéroport d'Abakan                           | [ 3 ] |
| Anapa                             | Russie       | AAQ     | URKA | Aéroport d'Anapa                            | [ 3 ] |
| Astana (maintenant Noursoultan)   | Kazakhstan   | TSE     | UACC | Aéroport international d'Astana             | [ 3 ] |
| Bakou                             | Azerbaijan   | GYD     | UBBB | Aéroport international Heydar Aliyev        | [ 3 ] |
| Barnaoul                          | Russie       | BAX     | UNBB | Aéroport de Barnaoul                        | [ 3 ] |
| Baykit (en)                       | Russia       | BYK     | UNIB | Aéroport de Baykit (en)                     | [ 3 ] |
| Pékin                             | Chine        | PEK/BJS | ZBAA | Aéroport international de Pékin             | [ 3 ] |
| Belgorod                          | Russie       | EGO     | UUOB | Aéroport international de Belgorod          | [ 3 ] |
| Bichkek                           | Kirghizistan | FRU     | UAFM | Aéroport international de Manas             | [ 3 ] |
| Tchita                            | Russie       | HTA     | UIAA | Aéroport Kadala (en)                        | [ 3 ] |
| Corfou                            | Greece       | CFU     | LGKR | Aéroport de Corfou                          | [ 3 ] |
| Dubaï                             | UAE          | DXB     | OMDB | Aéroport international de Dubaï             | ,     |
| Douchanbé                         | Tadjikistan  | DYU     | UTDD | Aéroport de Douchanbé                       | [ 3 ] |
| Héraklion                         | Greece       | HER     | LGIR | Heraklion International Airport ^           |       |
| Hurghada                          | Egypt        | HRG     | HEGN | Aéroport international de Hurghada ^        |       |
| Igarka                            | Russie       | IAA     | UOII | Aéroport d'Igarka (en)                      | [ 3 ] |
| Irkoutsk                          | Russie       | IKT     | UIII | Aéroport international d'Irkoutsk           | [ 3 ] |
| Khabarovsk                        | Russie       | KHV     | UHHH | Aéroport de Khabarovsk                      | [ 3 ] |
| Khodjent                          | Tadjikistan  | LBD     | UTDL | Aéroport de Khodjent                        | [ 3 ] |
| Krasnodar                         | Russie       | KRR     | URKK | Aéroport international de Krasnodar         | [ 3 ] |
| Krasnoïarsk                       | Russia       | KJA     | UNKL | Aéroport Iemelianovo [Hub]                  | [ 3 ] |
| Kyzyl                             | Russie       | KYZ     | UNKY | Aéroport de Kyzyl                           | [ 3 ] |
| Larnaca                           | Cyprus       | LCA     | LCLK | Aéroport international de Larnaca           | [ 3 ] |
| Marsa Alam                        | Egypt        | RMF     | HEMA | Aéroport international de Marsa Alam ^      |       |
| Mineralnye Vody                   | Russie       | MRV     | URMM | Aéroport de Mineralnye Vody                 | [ 3 ] |
| Mirny                             | Russia       | MJZ     | UERR | Aéroport de Mirny                           | [ 5 ] |
| Moscou                            | Russie       | DMD     | UUDD | Aéroport international Domodedovo           | [ 3 ] |
| Nakhitchevan (dès le 2 juin 2015) | Azerbaijan   | NAJ     | UBBN | Nakhitchevan                                | [ 6 ] |
| Nijni Novgorod                    | Russie       | GOJ     | UWGG | Aéroport de Nijni Novgorod                  | [ 3 ] |
| Norilsk                           | Russia       | NSK     | UOOO | Aéroport Alykel [Hub]                       | [ 3 ] |
| Novossibirsk                      | Russie       | OVB     | UNNT | Aéroport Tolmachevo                         | [ 3 ] |
| Nijnevartovsk                     | Russia       | NJC     | USNN | Aéroport de Nijnevartovsk (en)              | [ 3 ] |
| Podkamennaya Tunguska (en)        | Russia       | none    | UNIP | Aéroport de Podkamennaya Tunguska (en)      | [ 3 ] |
| Poliarny                          | Russie       | PYJ     | UERP | Aéroport de Polyarny (en)                   | [ 7 ] |
| Rostov-sur-le-Don                 | Russie       | ROV     | URRR | Aéroport de Rostov-sur-le-Don               | [ 3 ] |
| Samara                            | Russie       | KUF     | UWWW | Aéroport international Kurumoch             | [ 3 ] |
| Saint-Pétersbourg                 | Russie       | LED     | ULLI | Aéroport Pulkovo                            | [ 3 ] |
| Charm el-Cheikh                   | Egypt        | SSH     | HESH | Aéroport international de Charm el-Cheikh ^ |       |
| Sourgout                          | Russie       | SGC     | USRR | Aéroport de Sourgout                        | [ 3 ] |
| Sotchi                            | Russie       | AER     | URSS | Aéroport international de Sotchi            | [ 3 ] |
| Tachkent                          | Ouzbékistan  | TAS     | UTTT | Aéroport international de Tashkent          | [ 3 ] |
| Tivat                             | Montenegro   | TIV     | LYTV | Aéroport de Tivat ^                         |       |
| Tomsk                             | Russie       | TOF     | UNTT | Aéroport Bogachevo                          | [ 3 ] |
| Toura                             | Russia       | none    | UNIT | Aéroport de Toura (en)                      | [ 3 ] |
| Turin                             | Italy        | TRN     | LIMF | Aéroport de Turin                           | [ 3 ] |
| Oufa                              | Russie       | UFA     | UWUU | Aéroport international d'Oufa               | [ 3 ] |
| Oulan-Oude                        | Russie       | UUD     | UIUU | Aéroport international Baïkal               | [ 3 ] |
| Vladivostok                       | Russie       | VVO     | UHWW | Aéroport international de Vladivostok       | [ 3 ] |
| Vanavara                          | Russia       | none    | UNIW | Aéroport de Vanavara (en)                   | [ 3 ] |
| Iekaterinbourg                    | Russie       | SVX     | USSS | Aéroport Koltsovo                           | [ 3 ] |
| Erevan                            | Arménie      | EVN     | UDYZ | Aéroport international Zvartnots            | ,     |

## Flotte
En janvier 2021, la flotte de NordStar comprend les appareils suivants :

## Livrées spéciales

Livrée Winter Universiade Krasnoyarsk
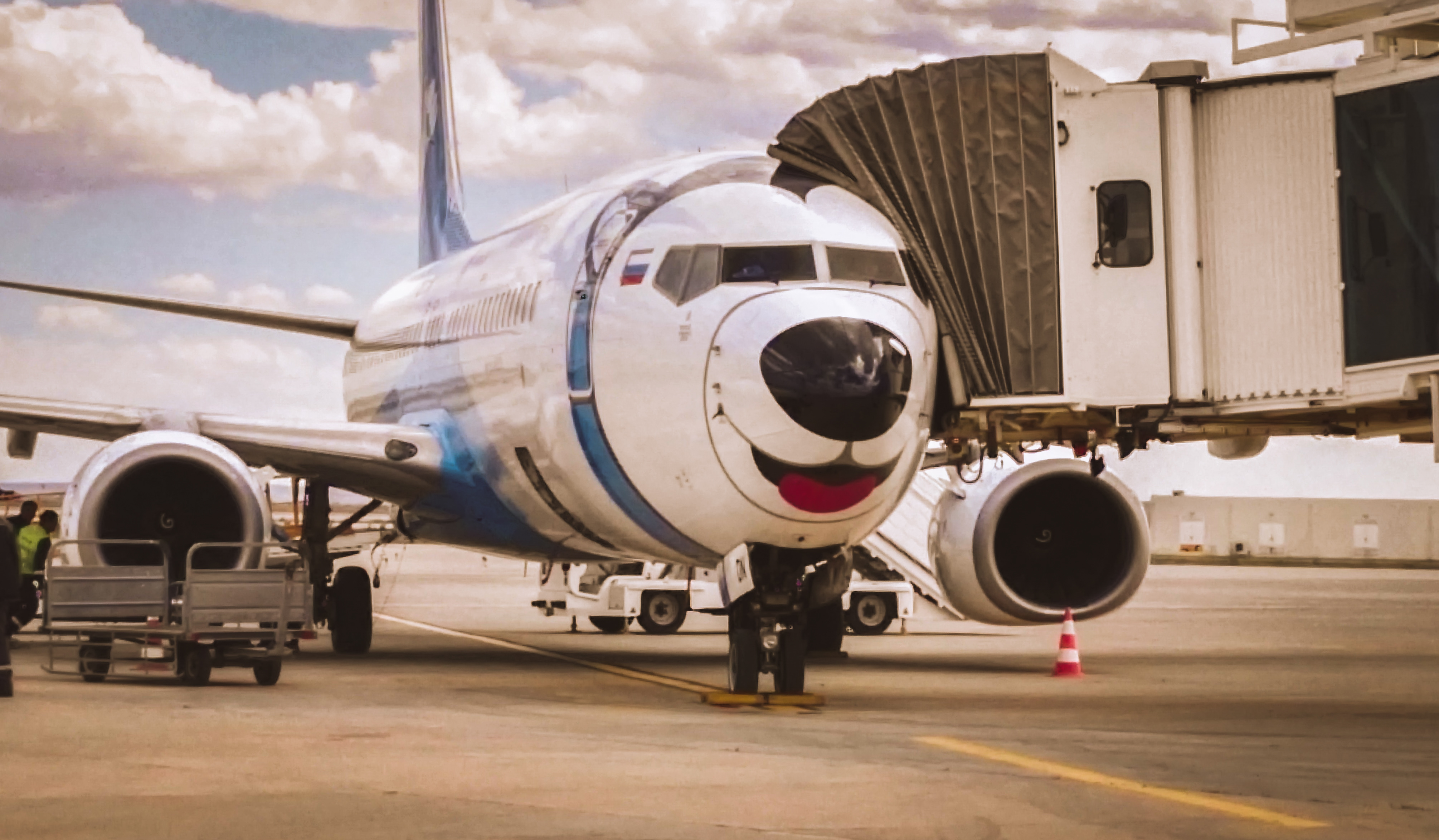
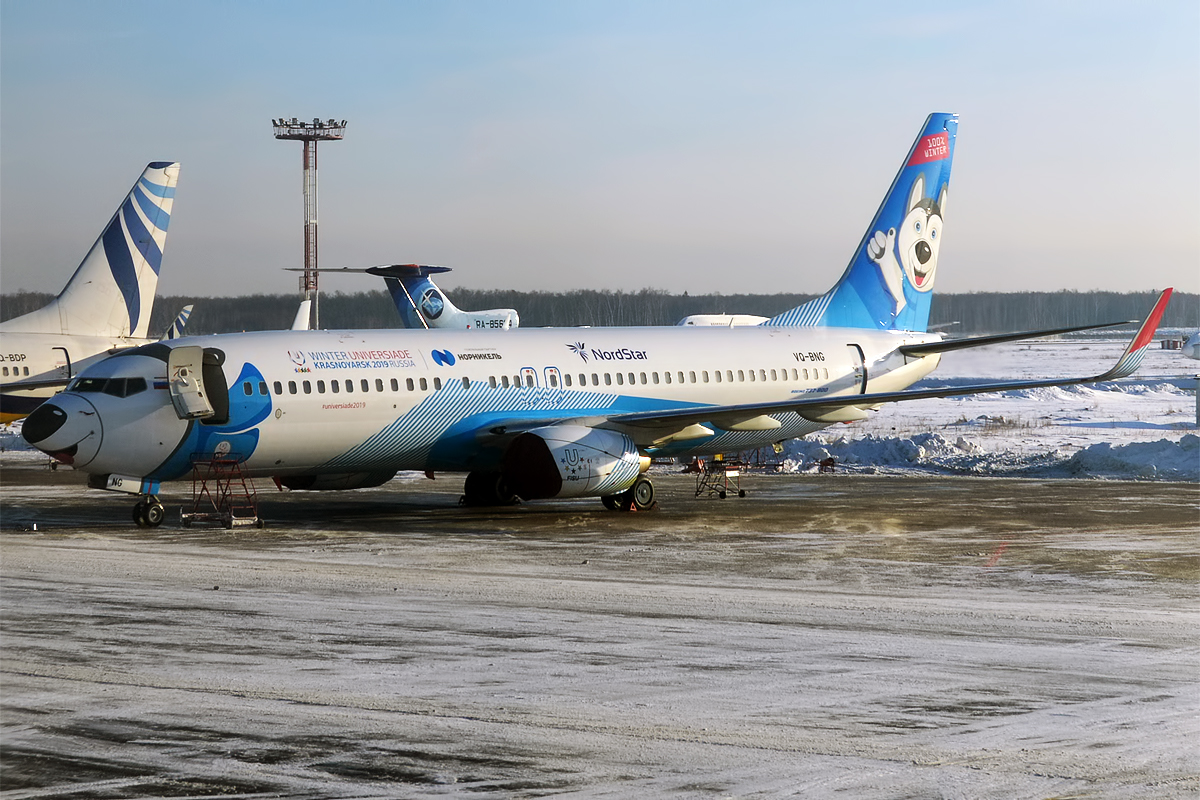
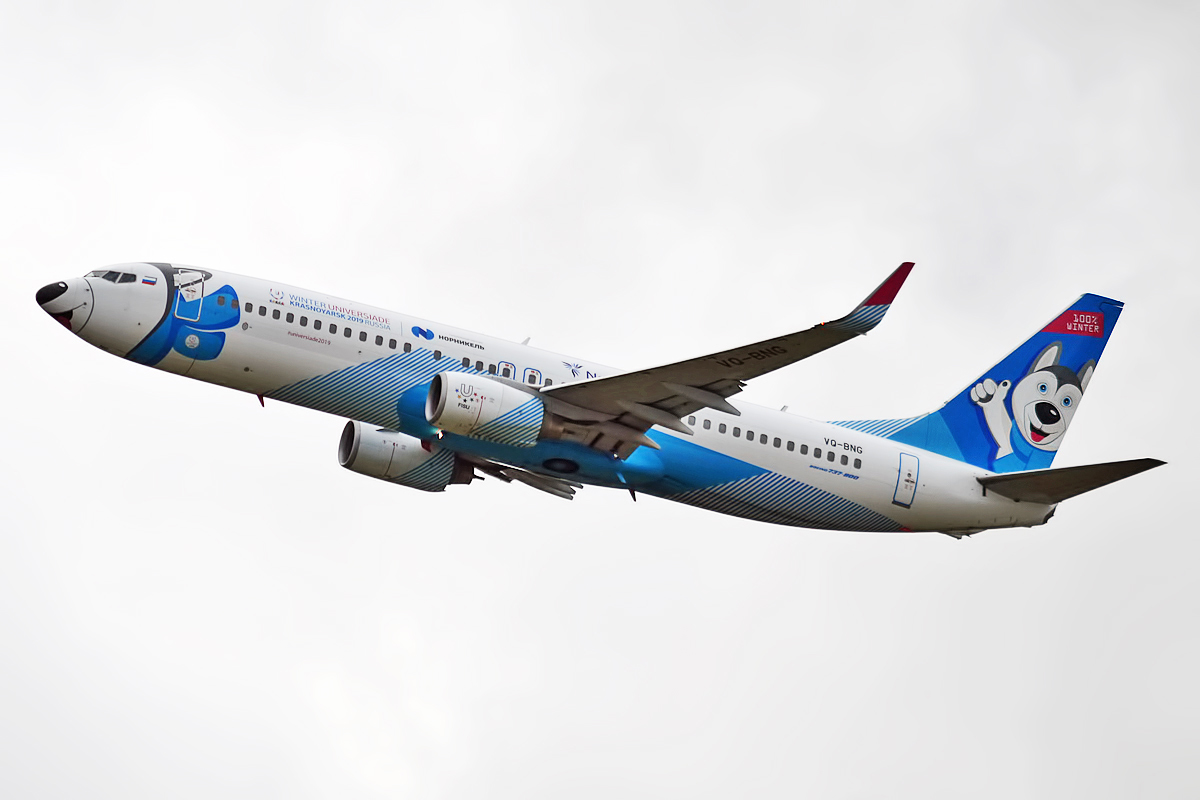

## Galerie photos

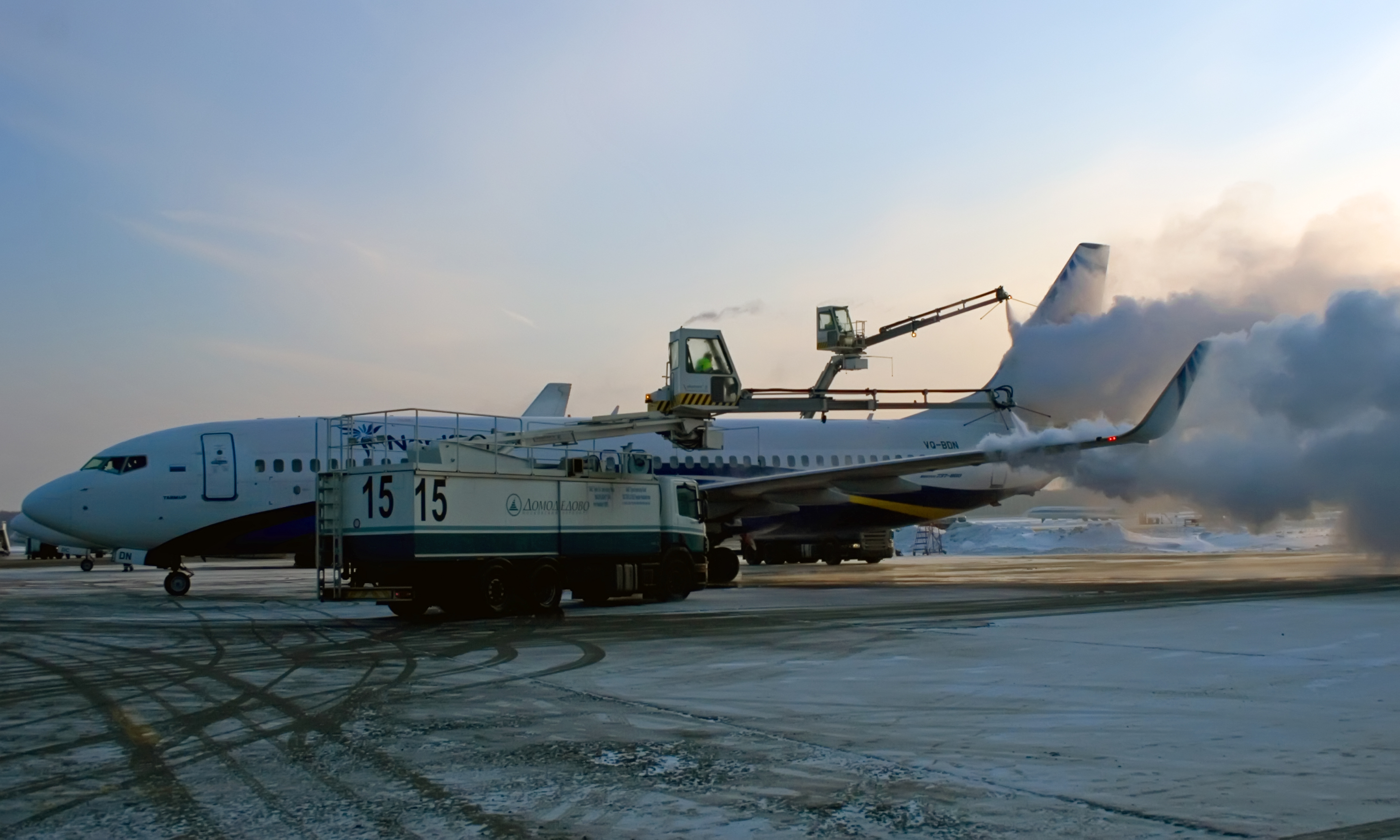
Dégivrage d'un avion de la compagnie
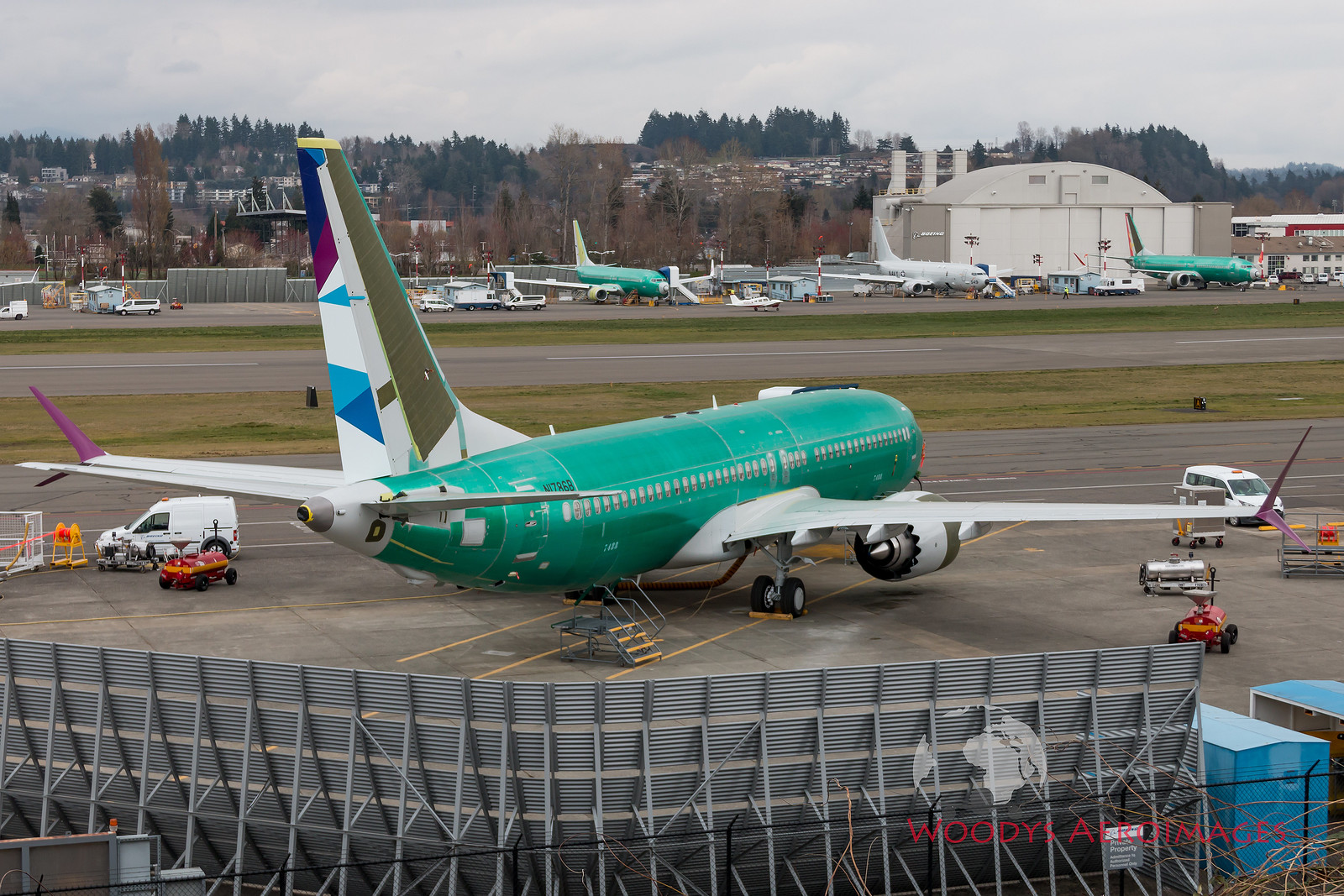
Un Boeing 737 MAX-8 commandé, en préparation sur le site de Boeing aux États-Unis
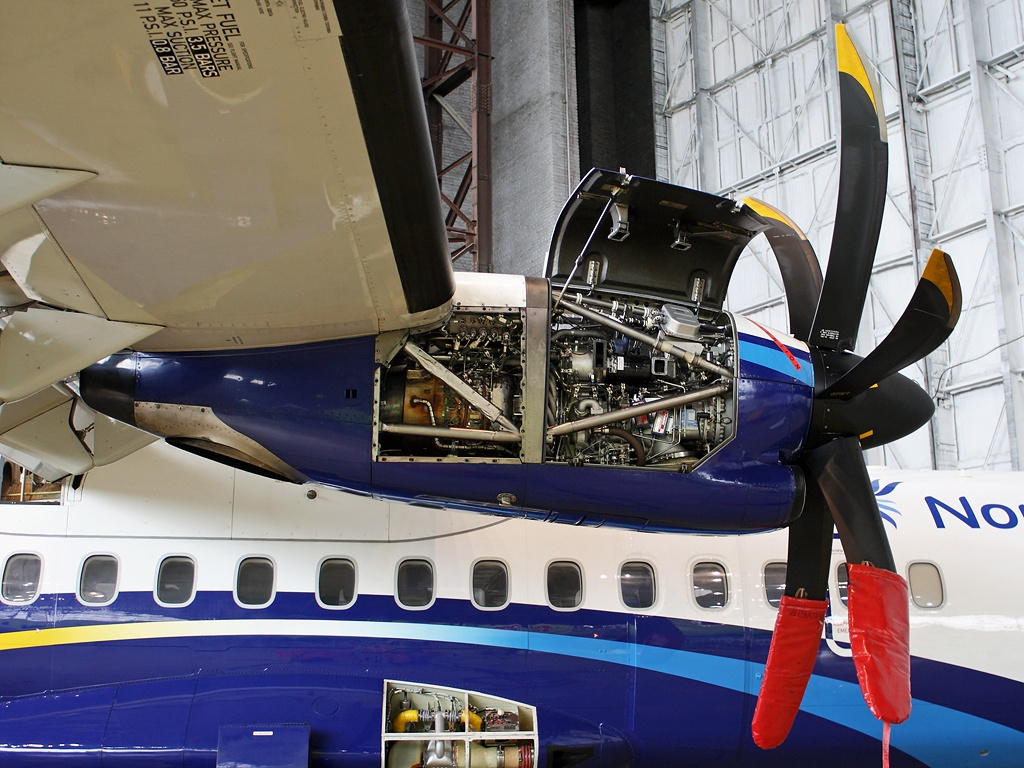
Moteur d'un ATR 42-500 pendant un entretien